# Kaiserstraße 106 (Mönchengladbach)

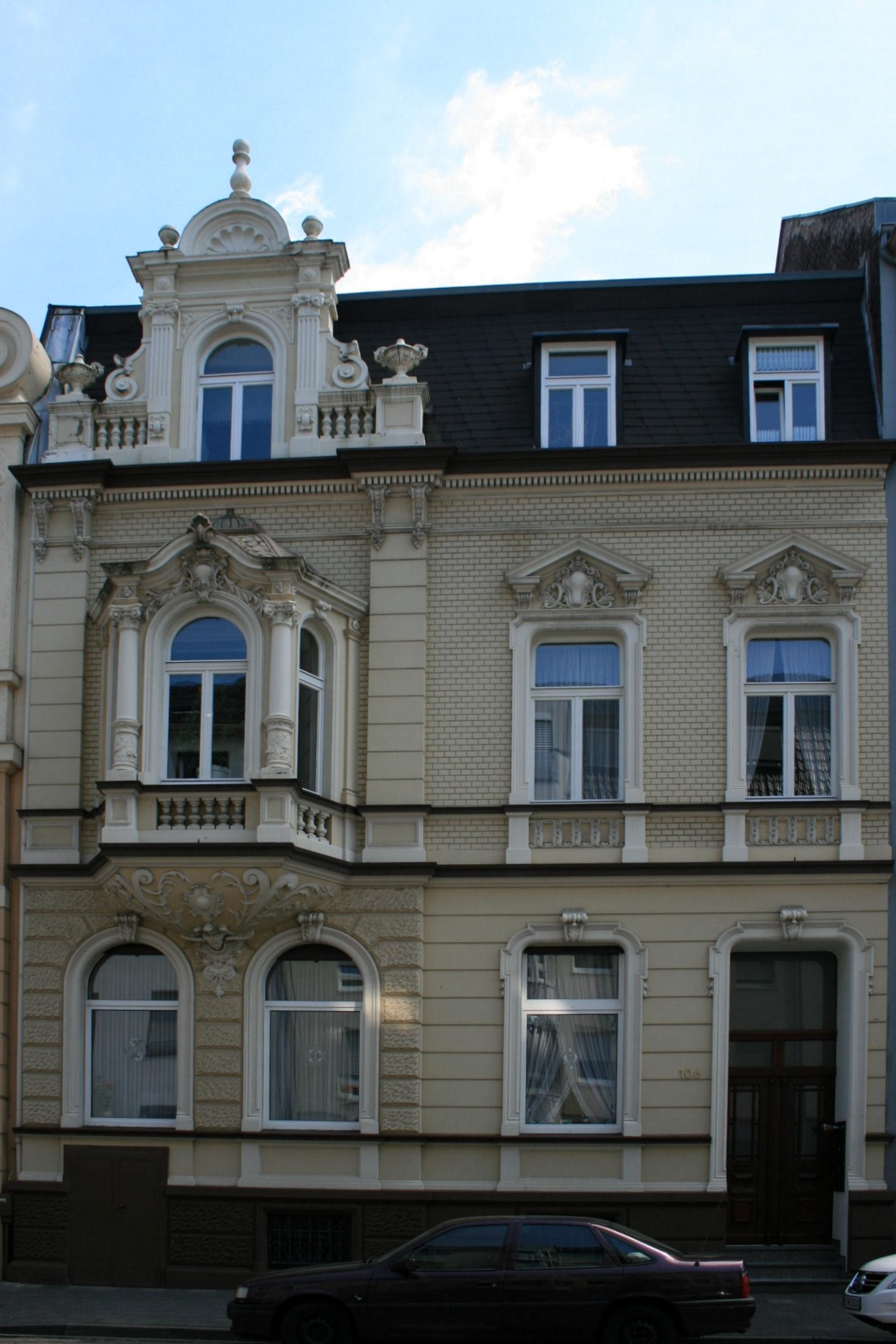
Wohnhaus (2010)

Das Wohnhaus Kaiserstraße 106 steht in Mönchengladbach (Nordrhein-Westfalen).
Das Gebäude wurde 1900 erbaut. Es wurde unter Nr. K 028  am 10. Dezember 1985 in die Denkmalliste der Stadt Mönchengladbach eingetragen.

## Architektur
Es handelt sich um ein zweigeschossiges Traufenhaus aus Backstein, von vier Achsen, hoher Kellersockel und einem Mansarddach. Das Wohnhaus stammt aus dem Jahre 1900.
Das Objekt ist erhaltenswert als Teil des nur partiell durch moderne Einbrüche gestörten Ensembles gleichartiger Wohnbauten entlang der Kaiserstraße.